# Massacre de Simelé
Le massacre de Simelé, parfois génocide de Simele ou (ܦܪܡܬܐ ܕܣܡܠܐ Premta d-Simele), est un massacre commis en août 1933 par le gouvernement irakien qui a touché les populations assyrienne et chaldéenne en Irak. Le terme n'est pas seulement utilisé pour évoquer le massacre à Simelé mais aussi la vague meurtrière qui atteignit 63 autres villages assyriens et chaldéens dans les régions de Duhok et de Mûsul, qui a conduit à la mort 3 000 villageois assyriens et chaldéens,. Des sources officielles britanniques et irakiennes dressent cependant un bilan de 600 victimes. Le peuple assyrien était à l'époque en passe de sortir d'une des périodes les plus noires de son histoire. Pendant le génocide assyrien, à la fin de la Première Guerre mondiale, plus de la moitié de la population assyrienne fut massacrée par les Ottomans turcs et les Kurdes.
Raphael Lemkin a été un des premiers à utiliser le terme génocide, se référant notamment à cet événement et au génocide arménien.

## Indépendance de l'Irak et crise
Durant la crise commencée à la fin du printemps 1933, le représentant des États-Unis en Irak, Paul Knabenshue, rendit compte de tensions exacerbées entre les Assyriens et la population. Lors de l'indépendance de l'Irak, le nouveau guide spirituel assyrien, Mar Eshai Shimun XXIII, demanda l'autonomie des Assyriens vis-à-vis de l'Irak, cherchant alors le soutien du Royaume-Uni. Il défendit cette cause devant la Société des Nations en 1932. Ses sujets avaient prévu de quitter l'« Assyrian levies » (un corps d'armée sous le contrôle des Anglais, servant les intérêts britanniques), et de former une armée pour se concentrer dans le Nord de l'Irak, créant alors une enclave assyrienne. En juin 1933, le Patriarche fut invité à Bagdad en vue de négociations avec le gouvernement de Hikmat Sulayman, et fut alors détenu pour avoir refusé d'abandonner son autorité. Mar Shimun a alors été exilé à Chypre, ce qui conduisit ensuite la tête de l'église apostolique assyrienne de l'Orient à s'installer à Chicago jusqu'aujourd'hui.

## Massacres

### Affrontements à Dirabun
Le 21 juillet 1933, plus de six cents Assyriens, menés par Malik Yaqu, traversèrent la frontière syrienne dans l'espoir d'obtenir l'asile de la part des Français. Ils furent désarmés et renvoyés le 4 août en Irak avec des armes légères. Ils décident alors de se rendre d'eux-mêmes à l'armée irakienne. Alors qu'ils traversaient le Tigre à hauteur du village de Dirabun, un accrochage les opposa à une brigade de l'armée irakienne. Bien que lourdement armés, les Irakiens furent repoussés jusqu'à leur base militaire à Dirabun. Les Assyriens, persuadés que l'Armée les avait ciblés délibérément, attaquèrent les casernes avec un succès mesuré. Ils ont été reconduits en Syrie avant l'arrivée des avions irakiens. L'armée irakienne perdit 33 soldats, les Assyriens un nombre bien moindre de victimes. Les historiens ne parviennent pas à s'accorder sur la manière dont les combats ont commencé à la frontière. L'inspecteur de l'administration britannique de Mûsul, R. Stafford, maintient que les Assyriens n'avaient pas d'intention belliqueuse envers les Irakiens, alors que l'historien irakien Khaldun Husry affirme que les hommes de Yaqu provoquèrent l'armée à Dirabun.

### Début des massacres

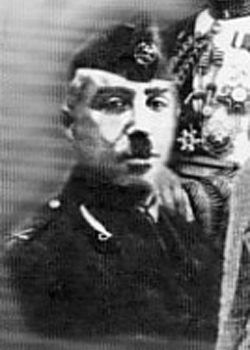
Bakr Sidqi dirigea l'armée irakienne pendant le massacre de Simele.

Bien que toute activité militaire eût cessé au 6 août, des récits exagérés des atrocités commises par les Assyriens à Dirabun se propagèrent et des rumeurs affirmaient que les Chrétiens prévoyaient de détruire les accès des principales villes irakiennes, et d'en empoisonner l'eau potable. L'agitation contre les Assyriens fut aussi encouragée par le gouvernement arabe et nationaliste de Rachid Ali al-Gillani en vue de calmer le sud de pays, maintenu en effervescence par les chiites,,.
L'armée irakienne menée par Bakr Sidqi se déplaça au Nord pour soumettre définitivement les Assyriens. Ils commencèrent le 8 août par l'exécution de tout Assyrien rencontré dans la région montagneuse de Beker entre Zâkhû et Dahuk. Des civils assyriens déplacés en véhicules militaires de Zâkhû ou de Dahuk vers des zones inhabitées étaient à l'arrivée exécutés à la mitraillette et d'imposants blindés leur passaient sur le corps, ne laissant sa chance à aucun des civils.

### Pillages de villages
Durant le massacre d'août 1933, les peuples kurdes, arabes et les tribus yézidis furent encouragés à piller les villages assyriens. Dans un premier temps, le maire de Zâkhû encouragea les tribus kurdes de Gulli, Sindi et Selivanu à piller les villages du nord-est de Simele, les Yézidis et les Kurdes organisèrent des raids sur les villages de Shekhan et d'Amedi. Beaucoup de femmes et d'enfants originaires de ces villages se réfugièrent à Simele et Dahuk.
Le 9 août, les tribus arabes de Shammar et Jubur commencèrent à traverser la rive droite du Tigre et lancèrent des raids au sud de Dahuk. Ils étaient principalement motivés par la perte d'une grande partie de leur bétail durant la sécheresse des années précédentes.
Plus de 60 villages assyriens furent pillés, et même si l'essentiel des femmes et des enfants, ayant été négligés, se réfugièrent dans les villages voisins, les hommes furent parfois arrêtés et livrés à l'armée par laquelle ils furent systématiquement abattus. Quelques villages furent complètement mis à sac, et un grand nombre d'entre eux ensuite habités par les Kurdes,.

### Le massacre de Simele

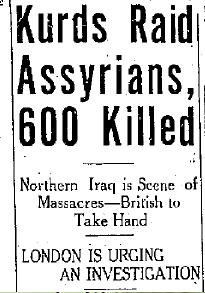
The Lethbridge Herald, 18 août 1933.

Lors du pillage de leurs villages, la ville de Simele se transforma alors en ultime refuge des Assyriens. Le maire de Zâkhû arriva avec son armée entre le 8 et le 9 août afin de désarmer la ville. Pendant ce temps, des milliers de réfugiés se rassemblèrent près du commissariat de la ville, les officiels leur assurant la sécurité sous le drapeau irakien. Le 10 août, les pillards arabes et kurdes arrivèrent, et peu inquiétés par les forces de l'ordre, s'emparèrent du blé et de l'orge fraîchement récoltés. Dans la nuit du 10 au 11 août, les habitants arabes de Simele se joignirent au pillage, les villageois assyriens ne purent alors que constater la foule composée de leurs voisins arabes prendre forme devant eux.
Le 11 août, les villageois furent contraints de quitter le poste de police et de retourner chez eux. Ils obéirent avec réticence, au moment où des soldats irakiens arrivèrent dans leur blindés. Le drapeau du poste de police fut amené. Soudain, et sans avertissement, les troupes ouvrirent le feu sur les Assyriens sans défense. L'officier responsable de la force, Ismael Abbawi ordonna ensuite à ses troupes de ne pas viser les femmes. Le lieutenant-colonel R. S. Stafford, l'inspecteur de la mission britannique pour Mûsul décrivit le massacre qui en résulta ainsi :

« Un massacre méthodique et de sang-froid de tous les hommes du village s'ensuivit. La perfidie de sa conception et la cruauté de sa réalisation le classent parmi les pires inscrits dans les annales sanglantes du Moyen-Orient. Les Assyriens n'ont pas pris part au combat, en partie à cause de l'état d'esprit dans lequel les derniers événements les avaient laissés, et surtout parce qu'ils avaient été désarmés. Dans l'hypothèse où ils auraient été armés, Ismail Abbawi Tohalla et ses sbires y auraient sûrement réfléchi avant de les attaquer de front. Les ayant désarmés, ils les massacrèrent comme prévu au plan. Cela prit du temps. Ils n'étaient pas pressés, ils avaient toute la journée devant eux. Leurs opposants étaient sans défense et il n'y avait aucune chance que leurs plans soient interrompus de quelque manière que ce fut. Les mitrailleurs ont installé leurs armes devant les fenêtres des habitations dans lesquelles s'étaient réfugiés les Assyriens. Les ayant traînés jusqu'aux chambres surpeuplées de malheureux frappés de terreur, ils firent feu jusqu'à ce qu'il n'y ait plus un homme qui puisse tenir debout dans cet confusion. Dans d'autres cas, le crime sanglant des soldats prit une autre forme : certains hommes ont été emportés de force et fusillés ou battus à mort, et leurs corps empilés. »

Dans cette description du massacre, Mar Simon XXIII Ishaya, le primat de l'Église apostolique assyrienne d'Orient révèle comment « les femmes furent violées et forcées de marcher nues devant les commandants irakiens. Des enfants furent écrasés par des véhicules militaires. Les femmes enceintes reçurent des coups de baïonnette. Des enfants furent jetés dans les airs et blessés à la baïonnette. Des livres sacrés servirent à brûler les corps ».
Le 13 août, Bakr Sidqi amena ses troupes à Alqosh, où il avait prévu d'infliger un massacre plus violent encore sur les Assyriens qui se réfugièrent, n'ayant pas été arrêtés par le patriarche chaldéen Youssef VI Emmanuel II Thomas,,.

## Villages ciblés
| Liste des villages villages attaqués |            |              |              |           |             |             |              |            |
| Ala Keena                            | Bameri     | Betershy     | Dairke       | Gond Naze | Kaserezden  | Korekavana  | Majel Makhte | Sirchuri   |
| Aloka                                | Barcawra   | Betafrey     | Dair Kishnik | Harkonda  | Kerry       | Kowashey    | Rabibyia     | Shekhidra  |
| Badalliya                            | Baroshkey  | Bidari       | Derjendy     | Idleb     | Kitba       | Lazga       | Rekawa       | Spendarook |
| Baderden                             | Basorik    | Biswaya      | Fishkhabour  | Kaberto   | Khalata     | Mansouriya  | Sar Shorey   | Tal Zet    |
| Bagerey                              | Bastikey   | Carbeli      | Garvaly      | Karpel    | Kharab Koli | Mawani      | Sezary       | Tel Khish  |
| Bakhitmey                            | Benaringee | Chem Jehaney | Gereban      | Karshen   | Kharsheniya | Qasr Yazdin | Sidzari      | Zeniyat    |

La plupart de ces villages sont aujourd'hui habités par des Kurdes. La campagne principale se déroula jusqu'au 16 août, mais des raids violents ont été relevés jusqu'à la fin du mois. À la fin de la campagne, Badr Sidqi fut invité à Bagdad pour fêter sa victoire. La campagne a causé la fuite d'un tiers du peuple assyrien en Syrie.

## Conséquences

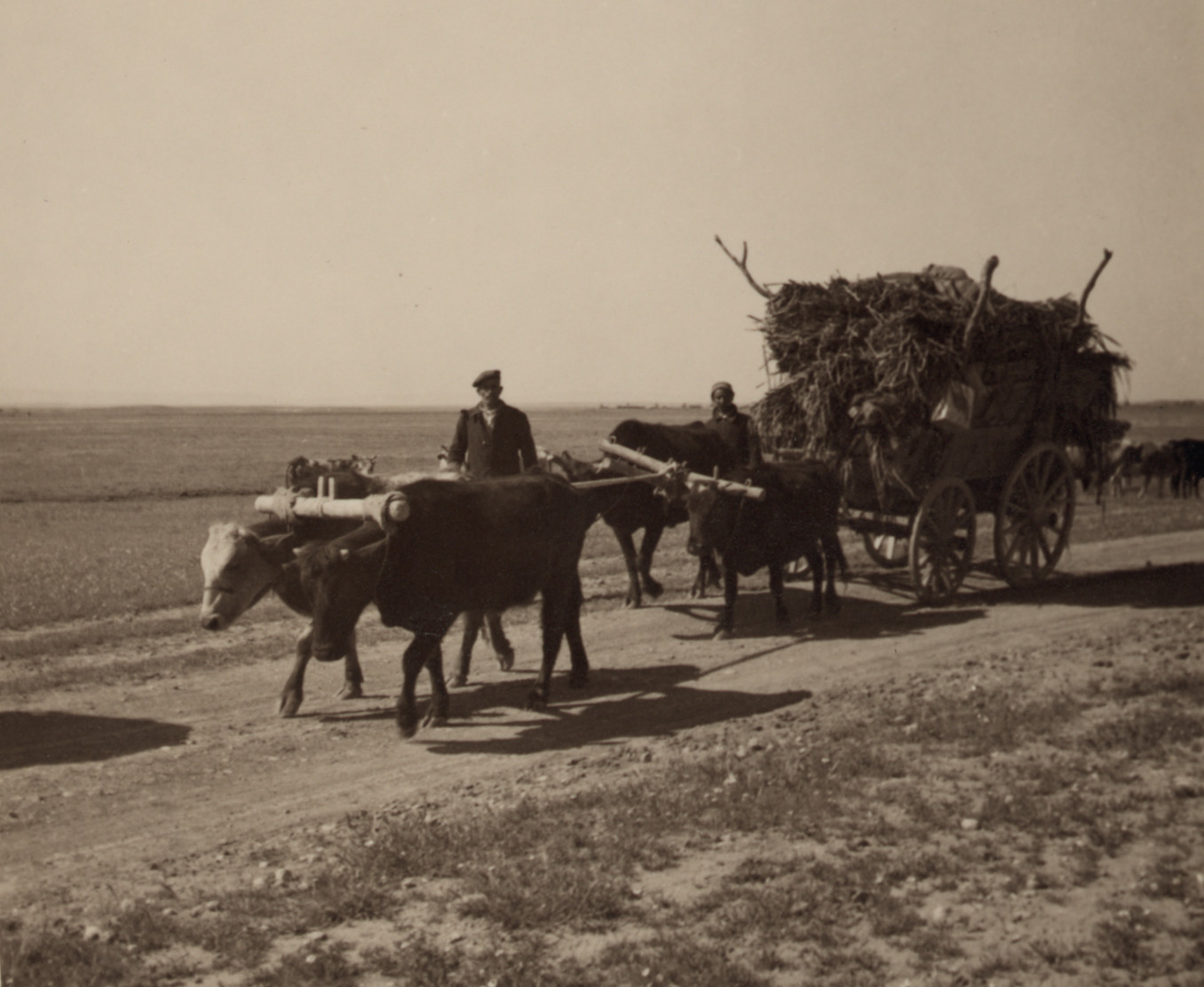
Des réfugiés assyriens sur une charrette vers le village de Khabur, Syrie.

Le 18 août, les troupes irakiennes entrèrent à Mossoul où ils reçurent un accueil chaleureux de la part de la population musulmane. Des arcs de triomphe furent érigés et décorés avec des dagues transperçant des melons, symbolisant la tête des Assyriens morts. L'héritier de la couronne, Ghazi, vint remettre les distinctions de la victoire militaire aux chefs militaires et tribaux qui avaient participé aux massacres et aux pillages. Les sentiments anti-chrétiens furent les plus exacerbées à Mosul, et les chrétiens de la ville évitèrent les sorties durant tout ce mois par peur de représailles de la foule remontée.

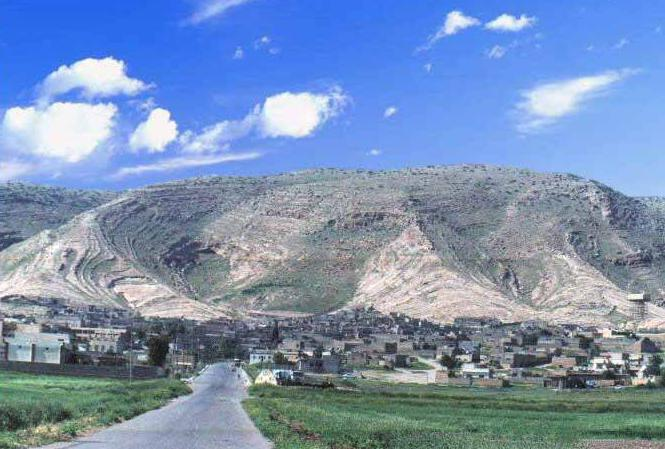
La ville assyrienne d'Alqosh lieu d'un massacre ayant visé les habitants

L'armée irakienne défila dans les rues de Bagdad pour célébrer la victoire. Bakr Sidqi fut promu : il dirigea ensuite le premier coup d'état militaire du Moyen-Orient, et devint premier ministre.
Dans la période suivant le massacre et la répression du mouvement assyrien, le gouvernement irakien demanda une loi relative à l'enrôlement dans l'armée. Les Irakiens de tribus non assyriennes ont proposé de s'engager dans l'armée pour combattre les Assyriens. Fin août, le gouvernement de Mosul demanda que le gouvernement central élimine « sans aucune pitié » la rébellion, et qu'aucune instance internationale n'interfère dans les affaires intérieures du pays. Le gouvernement décida alors de rendre le service militaire obligatoire. La semaine suivante, 49 chefs de tribus kurdes parlèrent d'une seule voix dans un télégramme encourageant l'engagement dans l'armée, remerciant le gouvernement pour avoir puni « les insurgés Assyriens », déclarant que la « nation pouvait être fière de son pouvoir, et du pouvoir de son armée », et demandant un service militaire obligatoire. Rashid Ali proposa la loi au parlement. Son gouvernement tomba avant son adoption, et c'est le gouvernement de Jamil Midfal qui entérina cette loi en janvier 1934.
Du point de vue des nationalistes, les milices assyriennes étaient comme manipulées par les Britanniques, dans le but de détruire le nouvel État irakien, dont l'indépendance n'était pas très appréciée. Les Britanniques ont permis aux troupes auxiliaires assyriennes de garder leurs armes, et leur ont attribué des privilèges particuliers : la conservation des installations militaires aériennes, et une paye plus importante que celle des recrues irakiennes arabes. Sous protection britannique, les membres des milices assyriennes ne sont pas devenus des citoyens irakiens après la déclaration d'indépendance. Les nationalistes pensaient que les Britanniques espéraient que les Assyriens détruiraient la cohésion interne du pays, en proclamant leur indépendance et en encourageant d'autres communautés comme les Kurdes à suivre leur exemple.
Les massacres et pillages eurent un impact notable sur tous les Assyriens. Stafford décrit leur découragement lors de leur arrivée à Alqosh :

« Lorsque je visitai Alqosh le 21 août, j'ai trouvé des Assyriens, comme tous les autres Assyriens, dans un état de panique flagrant. Non seulement ils étaient perturbés, mais leur esprit était très fatigué. Il était difficile de reconnaître dans leur comportement apeuré les fiers montagnards que tout le monde avait connu et admiré ces dernières années. »

Le massacre aurait amené 15 000 Assyriens à quitter la plaine de Ninive pour la Syrie voisine, alors sous mandat français, et à créer 35 nouveaux villages sur les berges de la rivière Khabur,.

## Impact culturel et héritage

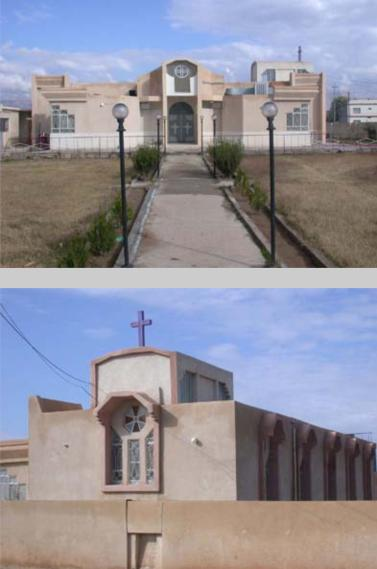
"L’Église des Martyrs" - baptisée après le massacre, elle est située à Simele.

Août en syriaque avec le chiffre 7 est souvent le symbole choisi par les organisations assyriennes.

Le 7 août est désormais célébré comme Jour des Martyrs ou Jour national de deuil par la communauté assyrienne en mémoire du massacre de Simele, comme le déclara l'Alliance Assyrienne Universelle en 1970. En 2004, le gouvernement syrien bannit une organisation politique pour avoir commémoré l'événement, et menaça d'arrestation ceux qui passeraient outre l'interdiction
Beaucoup de musiciens assyriens comme Shlimon Bet Shmuel ont écrit des chansons évoquant le sujet. Des milliers de poèmes et de récits ont été écrits à propos de l'incident, en particulier Seventy Thousand Assyrians de l'Américain William Saroyan.
Un roman en anglais du même nom fut édité en 2002, et sa traduction en persan en 2005 à Téhéran. L'auteur commence son récit avec les événements de 1915 dans le Sud de la Turquie et le termine avec le massacre de Simele. Le massacre de Simele a aussi inspiré Raphael Lemkin dans la création de concept de « génocide ». En 1933, Lemkin fit une présentation à la conférence du Conseil Légal de la Société des Nations, à Madrid, à propos d'une loi concernant le crime international. Pour cela, il rédigea un rapport sur le crime de barbarie, pour lui crime contre la loi internationale. Le concept de crime, qui a ensuite évolué vers l'idée du génocide, a été créé à partir du massacre de Simele, du génocide arménien et de l'Holocauste.
Ces massacres ont aussi eu un impact sur le nouveau royaume d'Irak. Kanan Makiya déclare que la mort des Assyriens dépasse les conflits tribaux, religieux et ethniques, les Arabes, les Kurdes et les Yézidis étant unis par des sentiments anti-Assyrien et anti-occidental. Selon lui, ce massacre fut « la première expression authentique de l'indépendance nationale dans une ancienne province arabe de l'Empire ottoman ».
Les Britanniques ont soutenu fermement les dirigeants de leur ancienne colonie pendant la crise, en dépit de l'animosité populaire non dissimulée à leur égard. Le général Headlam de la mission militaire britannique à Bagdad déclara « le gouvernement et le peuple a de bonnes raisons d'être reconnaissant envers le colonel Bakr Sidqi ».